# Brandenburger Tor (metropolitana di Berlino)
La stazione di Brandenburger Tor è una stazione della metropolitana di Berlino, sulla linea U5.

## Interscambi
- Stazione ferroviaria (Berlin Brandenburger Tor)[1]
- Fermata autobus